# 图林根足球联赛
图林根联赛（德語：Thüringenliga，原称图林根州级联赛），官方称谓为“图林根克斯特里茨联赛”（Köstritzer-Liga Thüringen），是图林根足球协会辖下的顶级足球联赛以及德国足球联赛系统中的第六级赛事，涵盖范围包括图林根州全境。图林根联赛的冠军可以直接升入东北高级联赛，排名最末的两支球队则需降入第七级的图林根州等联赛（北、东、南三赛区）。

## 纵览
当图林根足球协会于1990年10月成立后，随即于同年开办了由14支球队组成的“图林根州级联赛”（Landesliga Thüringen）的名义，以作为图林根州境内的顶级足球联赛。它涵盖了原埃尔福特、格拉和苏尔的三个行政区联赛，这三个联赛都各自为新赛事贡献了许多球队，另有1支球队则是由前第二级别的东德联赛降级。图林根州级联赛是在原东德足球联赛系统内设立，并在其首个赛季结束后，于1991年加入德国一体化的联赛系统。
图林根州级联赛本身也是一个输送联赛，连同萨克森足球联赛和萨克森-安哈尔特协会联赛一起，它们的冠军可以直接升入东北高级联赛南区。因此，它在当时位居德国足球联赛系统的第四级。联赛在首个赛季的球队规模为14支，一年后扩军为17支，然后再设置为在大多数赛季常见的16支。但这一数字在某些赛季也会有所变化，以平衡升级和降级名额。
1994年，随着新增东北地区联赛为联赛系统的第三级，图林根州级联赛沦为第五级赛事。而在2008年德丙联赛成立后，州级联赛再降一级，但这都没有改变它作为东北地区联赛的输送联赛地位。图林根和萨克森州级联赛的命名是罕见的，因为在德国这个级别中的所有其他联赛都使用协会联赛的称谓。这只是由图林根和萨克森的当地足球协会的选择，如果他们愿意，称谓亦可改为协会联赛。

## 历年冠军
| 赛季 | 冠军                    |
| ---- | ----------------------- |
| 1991 | 措伊伦罗达              |
| 1992 | 冯克维克克莱达          |
| 1993 | 苏尔                    |
| 1994 | 卡尔蔡司耶拿业余队      |
| 1995 | 魏玛1903                |
| 1996 | 卡拉1910                |
| 1997 | 耶拿玻璃                |
| 1998 | 埃尔福特北              |
| 1999 | 格拉                    |
| 2000 | 和睦松德斯豪森          |
| 2001 | 哥达勇敢                |
| 2002 | 珀斯内克                |
| 2003 | 埃尔福特北              |
| 2004 | 莫伊塞尔维茨            |
| 2005 | 红白埃尔福特二队        |
| 2006 | 卡尔蔡司耶拿二队        |
| 2007 | 格拉03                  |
| 2008 | 红白埃尔福特二队        |
| 2009 | 肖特耶拿                |
| 2010 | 和睦松德斯豪森 1        |
| 2011 | 格拉03                  |
| 2012 | 北豪森勇敢              |
| 2013 | 肖特耶拿                |
| 2014 | 艾森纳赫                |
| 2015 | 北豪森勇敢二队 2        |
| 2016 | 蓝白达维希/多尔施泰特 3 |

备注：
- 1由亚军哥达勇敢（德语：FSV Wacker 03 Gotha）顶替不具备资格的和睦松德斯豪森升级。
- 2由亚军威斯穆特格拉（德语：BSG Wismut Gera）顶替不具备资格的北豪森勇敢二队升级。
- 3蓝白达维希/多尔施泰特作为竞赛联盟而不具备升级资格。同年没有球队从图林根联赛升级。[1]